# Odontadenia polyneura
Odontadenia polyneura là một loài thực vật có hoa trong họ La bố ma. Loài này được (Urb.) Woodson mô tả khoa học đầu tiên năm 1931.